# 박진리
틀:인물¢/ 정보
박진리(1988년 4월 24일 ~ )는 필리핀에서 활동하는 대한민국의 모델, 라디오 DJ이다.

## 같이 보기
- 그레이스 리
- 샘 오